# Le Tourne
Le Tourne es una población y comuna francesa, situada en la región de Aquitania, departamento de Gironda, en el distrito de Burdeos y cantón de Créon. Produce vino de la AOC Cadillac.

## Demografía
| 480                       | 482 | 492 | 472 | 548 | 498 | 563 | 549 | 559 | 683 | 756 | 825 | 765 | 770 | 705 | 718 | 707 | 782 | 822 | 697 | 632 | 634 | 620 | 559 | 561 | 580 | 622 | 696 | 714 | 762 | 698 | 695 | 737 |
| (Fuente: INSEE y Cassini) |     |     |     |     |     |     |     |     |     |     |     |     |     |     |     |     |     |     |     |     |     |     |     |     |     |     |     |     |     |     |     |     |

## Hermanamientos
- Morés, España